# نایف البلوی
نایف البلوی (عربی: نايف البلوي؛ زادهٔ ۱۲ آوریل ۱۹۸۶) یک ورزشکار اهل عربستان سعودی است.
از باشگاه‌هایی که در آن بازی کرده‌است می‌توان به باشگاه فوتبال الاتحاد، باشگاه فوتبال الوطنی عربستان سعودی، باشگاه فوتبال الانصار عربستان سعودی، باشگاه فوتبال الحزم عربستان سعودی، و باشگاه فوتبال القادسیه عربستان سعودی اشاره کرد.